# Yvon Bourrel
Yvon Bourrel (Vendegies-sur-Écaillon, 3 dicembre 1932 – Amiens, 18 maggio 2024) è stato un compositore francese.

## Biografia
Allievo di Henri Challan (armonia), Simone Plé-Caussade (contrappunto e fuga), Darius Milhaud e Jean Rivier (composizione), compì gli studi musicali al Conservatoire de Paris, dove ottenne un primo premio per la composizione. Parallelamente all'attività di compositore, dal 1954 insegnò musica nelle scuole statali.
Nella sua opera, composta da oltre cento composizioni, specialmente destinate al sassofono solo o al quartetto di sassofoni, spaziò tra i vari generi di musica vocale e strumentale, situandosi in continuità con le opere di Emmanuel Chabrier, Gabriel Fauré e Jean Françaix; tuttavia, si ricollegò per gusto anche a Martinů, Chostakovitch e Benjamin Britten, giacché non abbandonò mai la tonalità o la modalità caratterizzandosi quindi per forma chiara e solidamente costruita.
La musica di Bourrel fu particolarmente apprezzata dal filosofo e musicologo Vladimir Jankélévitch, grande estimatore della musica francese del diciannovesimo e ventesimo secolo.

## Discografia
- Suite d'après Le Roi Pinard de Déodat de Séverac, sans opus. Orchestre de la Suisse Romande, direction Roberto Benzi.
- Variations sur un Noël Ancien, op. 89. Karl-Heinz Halder, trompette.
- Œuvres pour piano, Betty Hovette.
- Sonates, produit par les Amis de la Musique Française.
- Sonate pour saxophone et piano, Loris Colmaor (sassofono), Leandro Camerotto (pianoforte), Phoenix Classics, 2000.